# Micki Piperno
Michelangelo Piperno, detto Micki (Roma, 25 settembre 1972), è un chitarrista e compositore italiano.

## Formazione
Inizia a suonare la chitarra classica all'età di 8 anni, studiando dapprima con il Maestro Umberto Incutti e perfezionandosi con i Maestri Aligi Alibrandi e Bruno Battisti D'Amario presso il Conservatorio San Pietro a Majella di Napoli. Studia jazz con il maestro Enrico Bracco e si perfeziona, tra gli altri, con il famoso chitarrista Barney Kessel.

## Carriera
Concertista e solista, specializzato nella chitarra acustica fingerstyle, si è esibito in numerosi Festival come l’Acoustic Guitar Meeting di Sarzana, Ferentino Acustica, Un Paese a Sei Corde, Salento Guitar Festival, International Guitar Festival di Fiuggi, Cremona Mondomusica, dove ha tenuto anche Masterclass, affiancando in cartello nomi come: Pierre Bensusan, Clive Carrol, Eric Lugosch, John Jorgenson. Nel 2014 è stato il direttore artistico dell'International Guitar Show presso gli Internazionali d'Italia di Tennis BNL.
Ha collaborato con diversi artisti fra i quali Alex Britti, Pino Marino, Mauro Pagani, Roberto Ciotti.
Compositore per cinema, teatro e TV, è autore del brano Accendi la tua vita per i titoli di coda del film Confusi e felici di Massimiliano Bruno, del brano Le mani della libertà, per lo spettacolo del Balletto di Roma The Quartet, omaggio a Giuseppe Verdi, messo in scena al Teatro Vascello di Roma, della colonna sonora del cortometraggio Stop! con Anna Ferzetti, in concorso ai David di Donatello 2021 e delle composizioni originali e riadattamenti di brani d’epoca per la “Sala della Musica” de ilCartastorie, Museo dell’Archivio storico del Banco di Napoli, che ha ricevuto il Premio dell’Unione Europea per il Patrimonio culturale / Europa Nostra Awards 2017 assegnato dalla Commissione Europea.
Alcuni album sono presenti in una delle più importanti library americane di musica per commento, la APM Music e dei suoi video sono stati pubblicati sul canale ufficiale dell’etichetta discografica americana CandyRat Records. Lo spettacolo La deriva dei continenti e i lavori discografici Guitar Story ed Endless Horizon sono stati presentati all’Auditorium Parco della Musica di Roma.

## Didattica
Insegna presso il Conservatorio Statale Gaetano Braga di Teramo dove tiene il primo Corso di Chitarra Pop ad indirizzo Fingerstyle e presso il Conservatorio Alfredo Casella dell'Aquila dove, oltre ad aver tenuto diverse Masterclass, è docente del Corso di Chitarra Folk (Musiche Tradizionali). Dal 2019 è docente dei corsi di Alto Perfezionamento presso l’Acoustic Guitar Village nell’ambito del Cremona Musica International Exhibitions And Festival.
Ha scritto articoli didattici per le riviste specializzate Chitarre, Axe, Accordo, collaborando stabilmente alla rubrica dedicata alla chitarra acustica sul portale www.accordo.it. 
Ha pubblicato manuali di didattica e composizioni di musica originale per chitarra acustica per Sinfonica Jazz, Edizioni Carisch e Fingerpicking.net.

## Pubblicazioni
- Manuale di Chitarra Moderna, Brugherio, Edizioni Sinfonica Jazz, 2008, ISBN 978-88-8400-156-6.
- Fingerstyle Collection Vol. 1, Milano, Edizioni Carisch, 2009, ISBN 978-88-507-1865-8.
- Suonare la Teoria Vol. 1, Brugherio, Edizioni Sinfonica Jazz, 2010, ISBN 978-88-8400-176-4.
- Suonare la Teoria Vol. 2, Brugherio, Edizioni Sinfonica Jazz, 2011, ISBN 978-88-8400-188-7.
- Original Compositions, Bologna, Edizioni Fingerpicking Net, 2012, ISBN 978-88-98642-30-4.
- Freestyle, Bologna, Edizioni Fingerpicking Net, 2013, ISBN 978-88-98642-09-0.
- Corso completo di Chitarra Acustica Vol. 1, Brugherio, Edizioni Sinfonica Jazz, 2014, ISBN 978-88-8400-297-6.
- Lezioni di Chitarra Acustica e Classica Fingerstyle Vol. 1, Brugherio, Edizioni Sinfonica Jazz, 2015, ISBN 978-88-8400-309-6.
- La vita dietro la chitarra, Brugherio, Edizioni Sinfonica Jazz, 2016, ISBN 978-88-8400-333-1.
- American Indian Suite, collana Collana Composizioni Contemporanee, Brugherio, Edizioni Sinfonica Jazz, 2017, ISBN 978-88-8400-375-1.
- Corso completo di Chitarra Acustica Vol. 2, Brugherio, Edizioni Sinfonica Jazz, 2018, ISBN 978-88-8400-403-1.
- Studi per Chitarra Fingerstyle Vol. 1, Brugherio, Edizioni Sinfonica Jazz, 2020, ISBN 978-88-8400-460-4.
- Improvvisare con la tecnica Fingerstyle, Milano, Edizioni Volonté & Co., 2021, ISBN 8863888248.
- Traditional Music for Guitar. Italian Folk Songs. Acoustic Folk Guitar, Milano, Edizioni Volonté & Co., 2021, ISBN 8863888442.

## Discografia
- 2001 – Joe Giallo & Tutto Swing (Hedache Production)
- 2003 – La Compilation degli Artisti di Zelig (Do it Yourself – Sony Music)
- 2005 – All Of Me (MP Music Production)
- 2007 – Gente del Cielo (Venus Distribuzione)
- 2008 – Fuori (Hedache Production)
- 2009 – 34 Volte Amore (Fingerpicking Net)
- 2012 – Mp3 (Fingerpicking Net)
- 2016 – Guitar Story (Helikonia)
- 2020 – Endless Horizon (Daneb Records/Flipper Music)
- 2020 – Slide in the Dark (Briks by Milk o Milk Srl)
- 2020 – Walking (Telecinesound)
- 2021 – In the Air (Telecinesound)
- 2021 – Colors (Telecinesound)
- 2022 – Reflections (Telecinesound)
- 2022 – Largo appassionato (Aulicus Classics)

## Videografia/DVD
- 2012 – Original Composition (Fingerpicking Net)
- 2013 – Freestyle (Fingerpicking Net)